# Moščanci
Moščanci este o localitate din comuna Puconci, Slovenia, cu o populație de 275 de locuitori.